# Pont de la rue du Miroir
Le pont de la rue du Miroir est un pont ferroviaire situé sur la ligne 0 Bruxelles-Midi - Bruxelles-Nord (Jonction Nord-Midi), au-dessus de la rue du Miroir, à Bruxelles en Belgique.
Il est constitué de six dalles isostatiques ; une est en béton armé de barres lisses ; trois sont en béton armé de barres à haute limite élastique et adhérence améliorée et deux sont en béton précontraint (post-tensionning). Il s'agit d'un pont expérimental qui a permis d'étudier le comportement de tabliers en béton armé et en béton précontraint. Lorsque l'on passe sous cet ouvrage d'art, on note une épaisseur variable des différentes type de dalle ; les dalles en béton précontraint étant moins épaisses que celles en béton armé.
Le pont ferroviaire de la rue du Miroir constitue l'une des premières applications de la technique du béton précontraint à Bruxelles et en Belgique.